# San Silvestre de Guzmán
San Silvestre de Guzmán es un municipio español ubicado en El Andévalo de la provincia de Huelva, Andalucía. El municipio cuenta con una población de 644 habitantes (INE 2024). Su extensión superficial es de 49 km² y tiene una densidad de 15,41 hab/km². Se encuentra situado a una altitud de 134 metros y a 59 kilómetros de la capital de provincia, Huelva.

## Geografía

### Ubicación
El término municipal de San Silvestre de Guzmán se encuentra en el suroeste de la provincia de Huelva, en el norte de la comarca de la Costa Occidental. Limita al sur y este con Ayamonte, al oeste con Portugal y al norte con Sanlúcar de Guadiana, en la comarca de (El Andévalo).
| Noroeste: Sanlúcar de Guadiana | Norte: Sanlúcar de Guadiana | Noreste: Sanlúcar de Guadiana |
| Oeste: Portugal                |                             | Este: Ayamonte                |
| Suroeste Ayamonte              | Sur: Ayamonte               | Sureste: Ayamonte             |

## Demografía
San Silvestre de Guzmán cuenta con una población de 644 habitantes (INE 2024).
| Gráfica de evolución demográfica de San Silvestre de Guzmán entre 1842 y 2021                                       |
| |
| Población de derecho según los censos de población del INE Población de hecho según los censos de población del INE |

## Política

### Alcaldes
Estos son los últimos alcaldes de San Silvestre de Guzmán:
| Periodo   | Nombre                       | Partido |
| --------- | ---------------------------- | ------- |
| 2019-2023 | José Alberto Macarro Alfonso | PSOE    |

## Patrimonio
- Parroquia de San Silvestre

## Transporte y comunicaciones
La principal vía de comunicación del municipio es la  A-499 , que lo atraviesa de norte a sur. De la localidad parte la  HU-4401  hacia Sanlúcar de Guadiana, en la frontera con Portugal. 
| Identificador | Denominación                                   | Origen - Destino                       | Longitud (km) |
| ------------- | ---------------------------------------------- | -------------------------------------- | ------------- |
| A-499         | De Ayamonte a Puebla de Guzmán                 | N-431 - A-475 (Puebla de Guzmán)       | 46,82         |
| HU-4401       | San Silvestre de Guzmán a Sanlúcar de Guadiana | A-499 - HU-4402 (Sanlúcar de Guadiana) | 16,62         |